# Fritillaria pudica
Fritillaria pudica är en liljeväxtart som först beskrevs av Frederick Traugott Pursh, och fick sitt nu gällande namn av Spreng.. Fritillaria pudica ingår i Klockliljesläktet och i familjen liljeväxter. Inga underarter finns listade.

## Bildgalleri

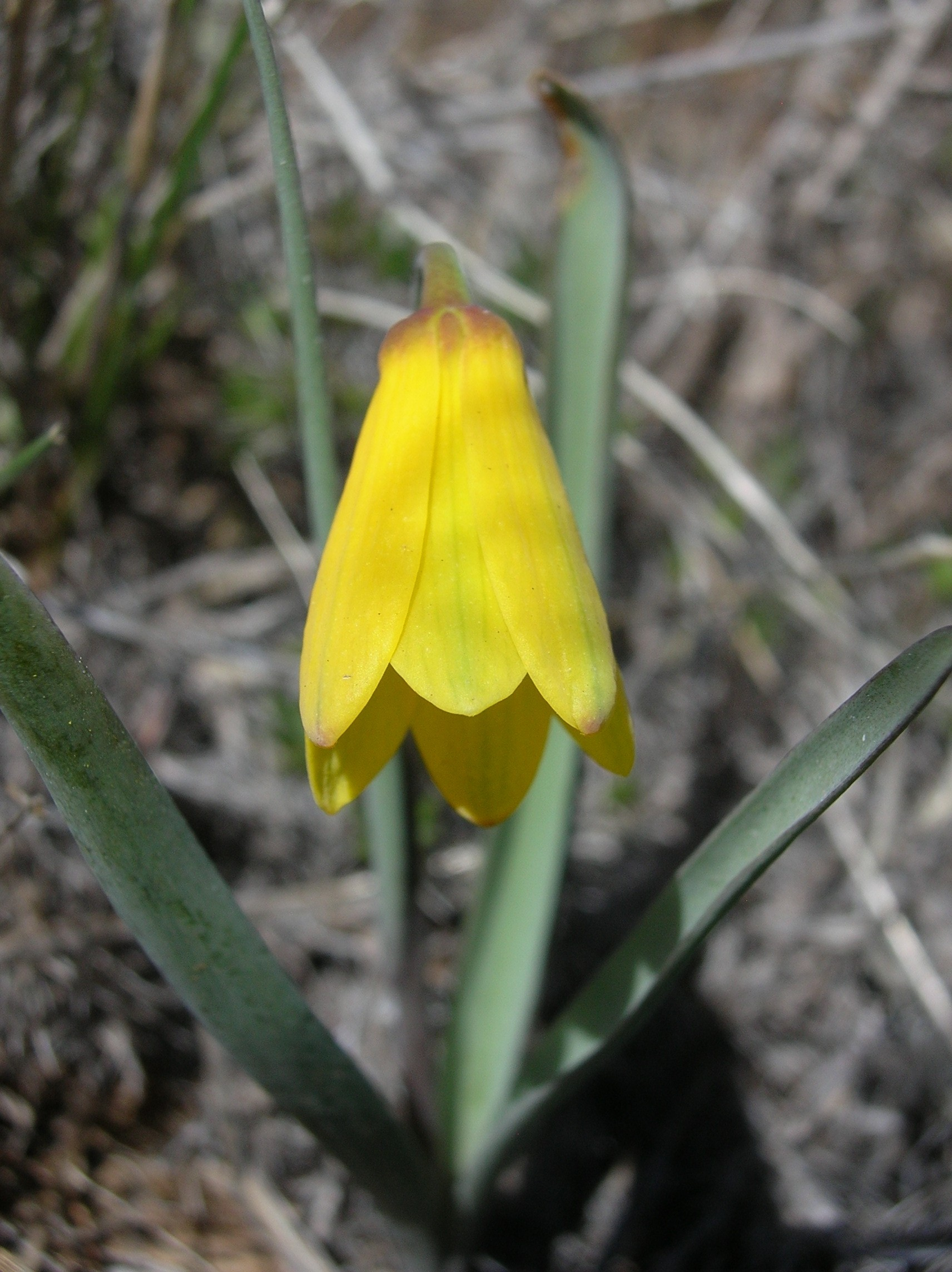